# 胡艾
胡艾（西班牙語：Juay），是巴拿馬的城鎮，位於該國西部，由奇里基省的聖費利斯區負責管轄，面積33.2平方公里，海拔高度2米，2010年人口654，人口密度每平方公里19.7人。